# Alejandro Semenewicz
Alejandro Estanislao Semenewicz (Buenos Aires, 1º de junho de 1949 – Villa Domínico, 1 de abril de 2024) foi um futebolista argentino.
O Polaco, como era conhecido por suas origens, é um dos maiores ídolos da história do Independiente, onde jogou 266 partidas entre 1970 e 1976. "Pastoriza era o que organizava, Raimondo pensava e eu corria", declarou sobre a sua função na sólida defesa roja. Incansável, podia atuar como zagueiro central e como volante de marcação, sabendo o que fazer também quando tinha a bola nos pés.
Em seis anos, somou dez títulos: dois campeonatos argentinos, em 1970 e 1971, as quatro Libertadores obtidas de forma consecutiva pelo clube entre 1972 e 1975, três Interamericanas e a primeira Intercontinental dos diablos, em 1973.
Com a camisa da Seleção Argentina, Alejandro estreou num amistoso, em 1.º de junho de 1972 (no dia do seu aniversário de 23 anos), na vitória de 4–3 contra o Chile, em Santiago. Atuou nove jogos pela Seleção.

## Morte
Semenewicz morreu em 1 de abril de 2024, aos 74 anos, na Villa Domínico.

## Títulos
Independiente
- Copa Libertadores da América: 1972, 1973, 1974, 1975
- Copa Intercontinental: 1973
- Campeonato Metropolitano: 1970, 1971
- Copa Interamericana: 1973, 1974, 1975